# Tigsa
Tigsa (en árabe: تيفزا‎, en francés: Tirzha) es una localidad marroquí perteneciente al municipio de Ulad u Megar, en la región Oriental. Desde 1912 hasta 1956 perteneció a la zona norte del Protectorado español de Marruecos.